# Boloria brogotarus
Boloria brogotarus är en fjärilsart som beskrevs av Hans Fruhstorfer 1909. Boloria brogotarus ingår i släktet Boloria och familjen praktfjärilar. Inga underarter finns listade i Catalogue of Life.